# Dierenambulance

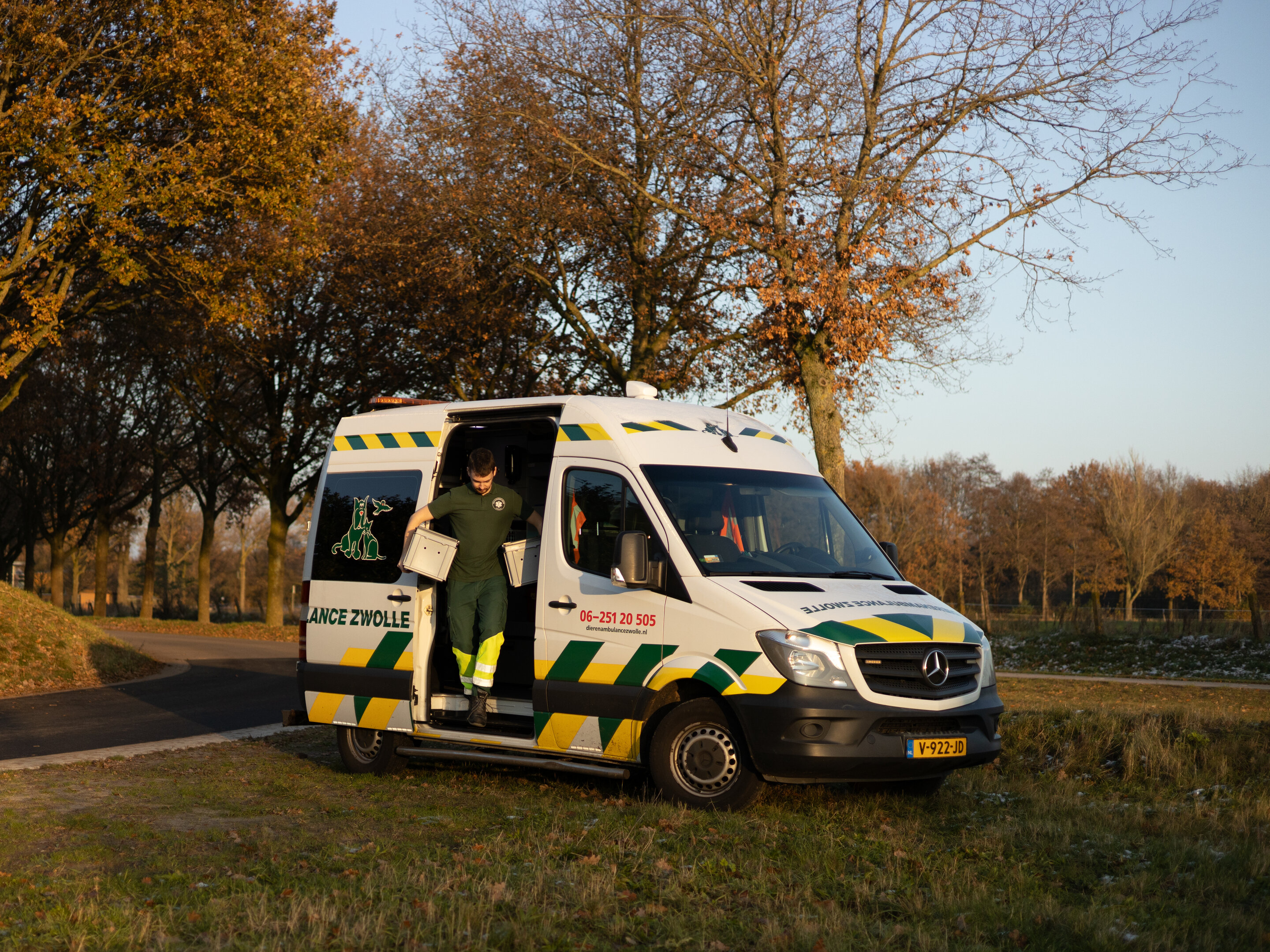
Vrijwilliger van de Zwolse dierenambulance met vangkooien

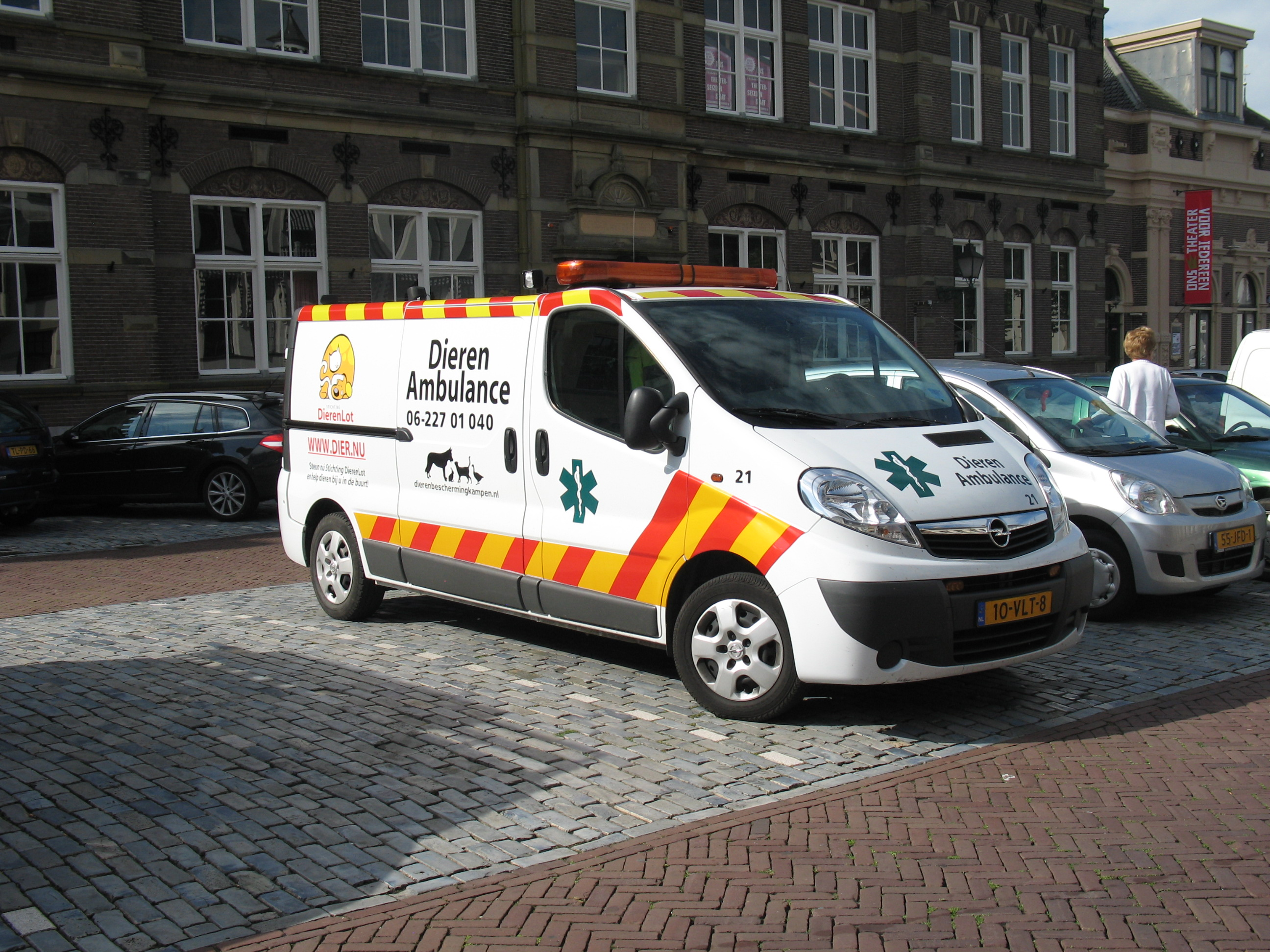
Dierenambulance in het Nederlandse Kampen.

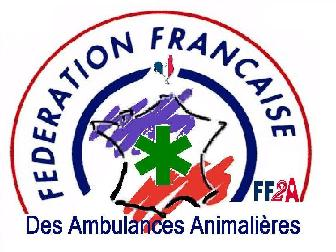
Logo van de Franse organisatie voor dierenambulances

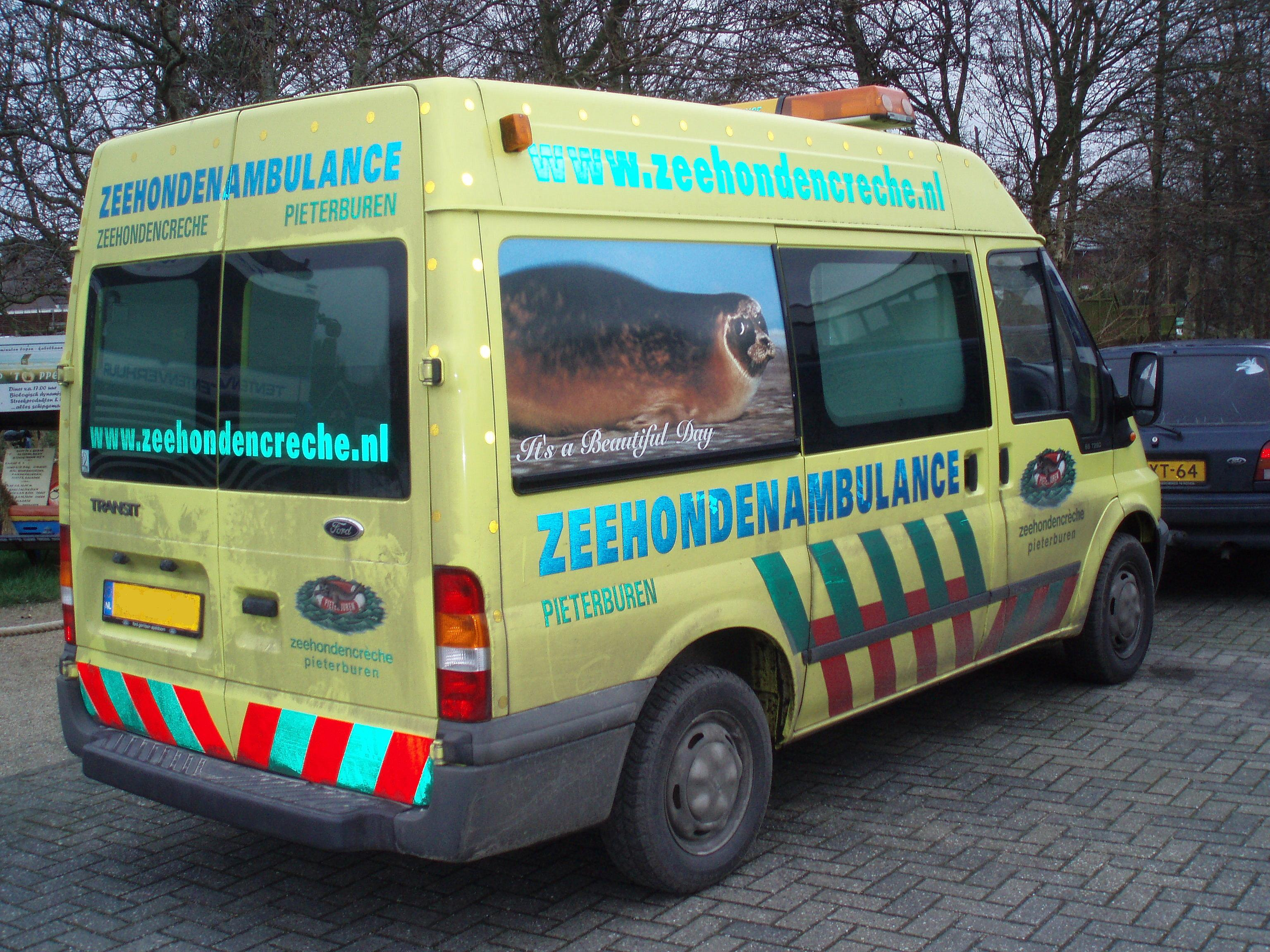
Zeehondenambulance van de Zeehondencrèche Lenie 't Hart.

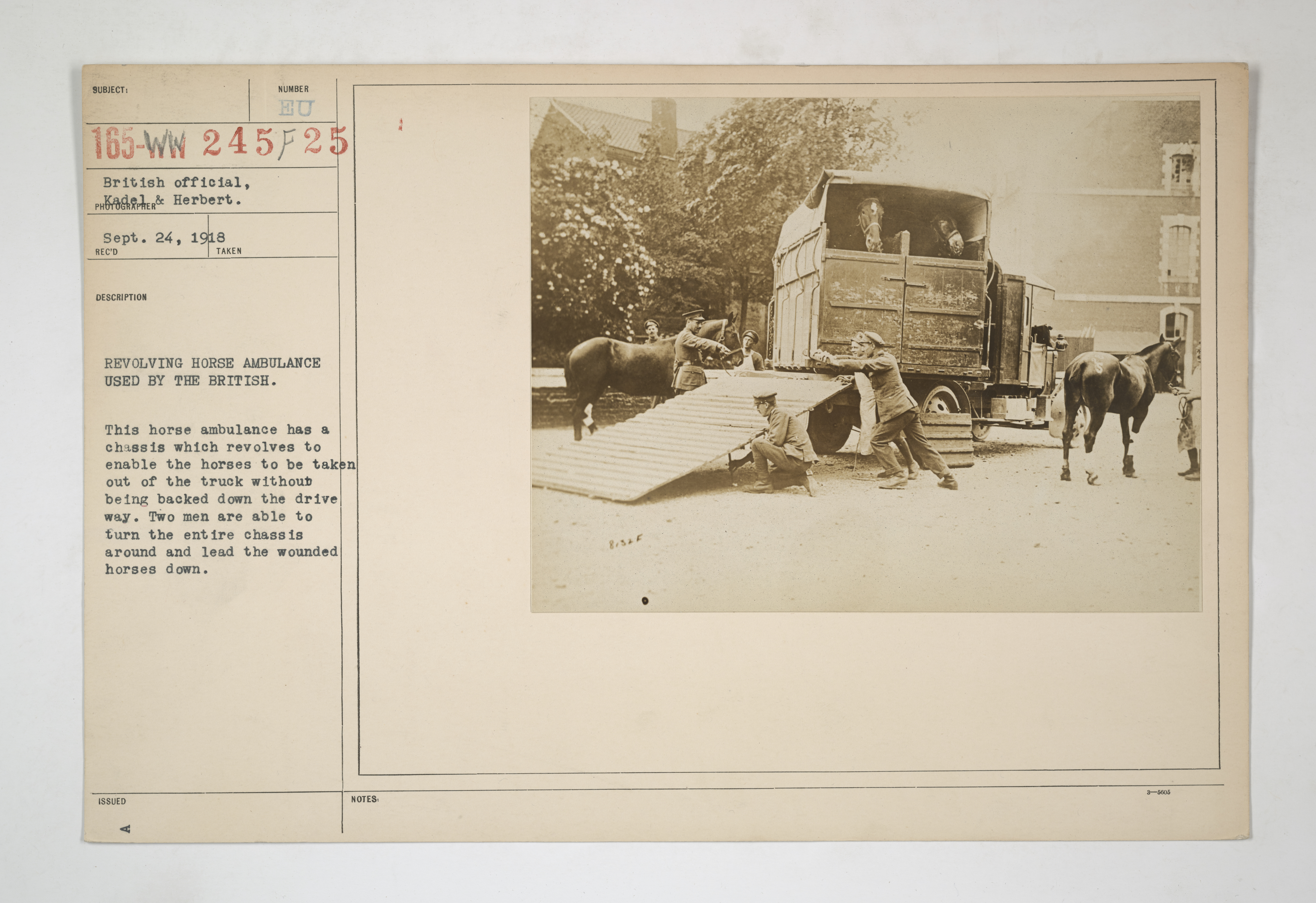
Deze Britse gemotoriseerde ambulance uit de Eerste Wereldoorlog had een draaibare laadbak, zodat gewonde paarden niet achteruit van de laadklep af hoefden. Klik hier voor een duidelijkere foto in groter formaat, zonder tekst.

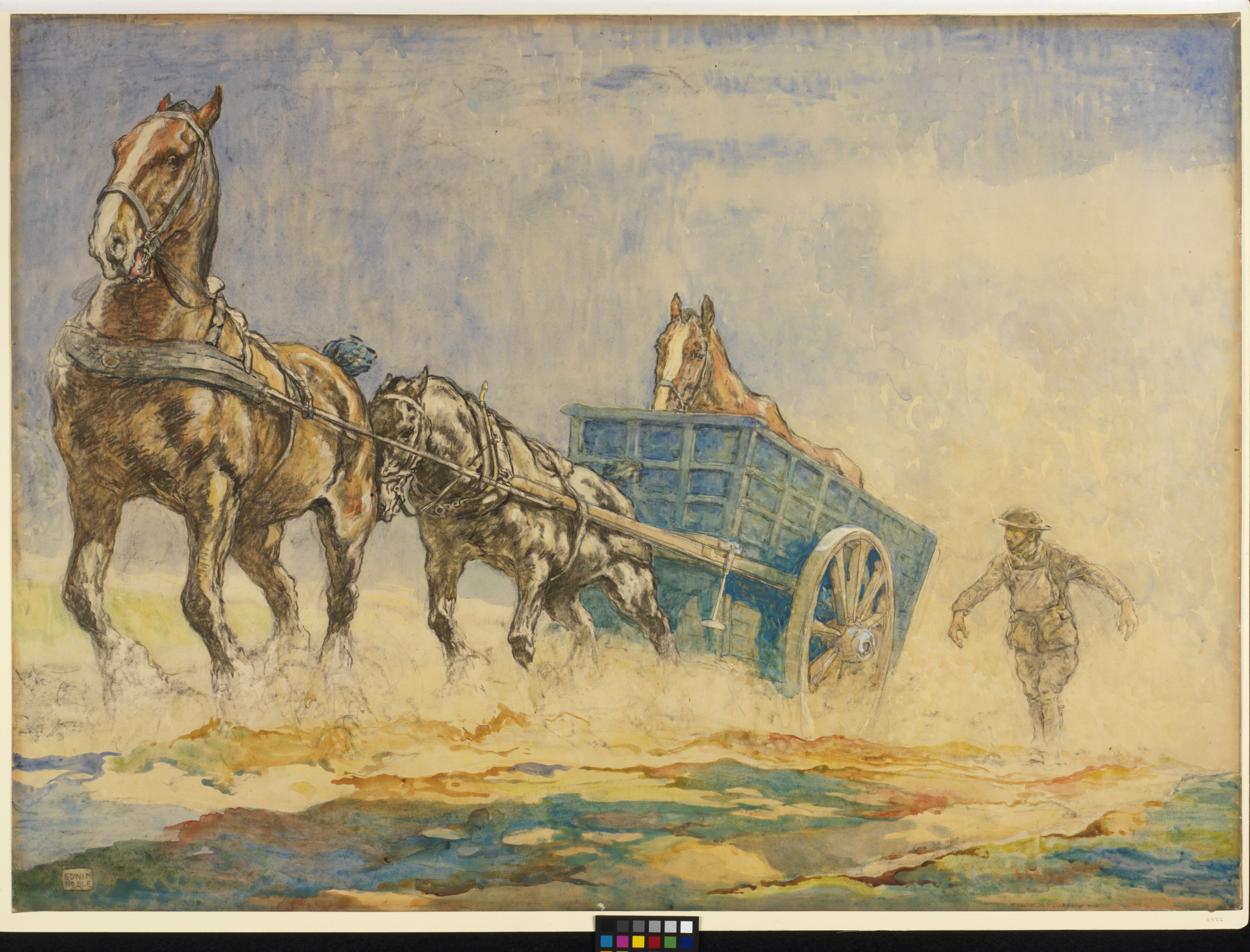
Twee sterke paarden trekken een scharminkelig paard over een heuvelrug. John Edwin Noble, Eerste Wereldoorlog.

Een dierenambulance is een ambulance gericht op hulpverlening aan dieren. Een dierenambulance kan zich richten op gezelschapsdieren, vrij levende dieren of beide. In Nederland bestaan verschillende organisaties van dierenambulances, vaak gedreven door vrijwilligers. Buiten Nederland bestaan commerciële professionele dierenambulances die zich uitsluitend richten op gezelschapsdieren. 

## L'Etoile Rouge
Op 24 december 1914 werd L'Etoile Rouge (Frans voor De Rode Ster) opgericht als internationaal samenwerkingsorgaan voor organisaties die zich het lot van dieren op de oorlogsslagvelden aantrokken. Dit waren vooral trekpaarden. De gebruikte ambulances waren veelal handkarren, boerenwagens en materieel uit de legertros. Toch waren er in de Eerste Wereldoorlog al wel gespecialiseerde ambulances, zowel gemotoriseerd als met paardentractie. 

## Dierenambulances per land

### Diverse landen
In België bestaan dierenambulances. In het Verenigd Koninkrijk en de Verenigde Staten rijden pet ambulances of animal ambulances en in Frankrijk is er de taxi animalier. Vaak zijn deze commercieel en worden ze door professionals beheerd. Doorgaans dienen ze vooral om zieke dieren van huis naar een dierenarts te  transporteren. Soms zijn ze voorzien van medische apparatuur zodat behandelingen in de wagen kunnen plaatsvinden.

### Duitsland
In Duitsland worden vanaf het begin van 19e eeuw organisaties voor dierenbescherming opgericht. De Hamburger Tierschutzverein, opgericht in 1841 op initiatief van de twintigjarige Amanda Obermann, is daarin geen voorloper, maar de vereniging trekt aandacht met successen. De Vrije en Hanzestad Hamburg voert wetten in voor humanere behandeling van trekpaarden en trekhonden. Bij het vijftigjarig jubileum in 1891 meldt de vereniging trots dat er bij vijf politieposten hijskranen staan die gevallen paarden op de been helpen. Deze praktische werktuigen worden zelfs naar veel steden in de Verenigde Staten geëxporteerd. Voor paarden die meer hulp nodig hebben, staan twee ambulances klaar, bij de Lübecker Tor en bij de Sternschanze, een knooppunt voor de paardenhandel.

### Nederland

#### Initiatieven en organisatie
Op 19 mei 1916 werd De Roode Ster' opgericht, voluit: Vereeniging De Nederlandsche Roode Ster (Ver. tot Verzorging en Verpleging van Dieren). Men hoopte samen te werken met vrijwillige dierenartsen en wilde verplegers opleiden. Ook hoopte men ziekenstallen, herstellingsoorden, ambulances, paardentransportwagens en medische instrumenten in gebruik te kunnen nemen. Evenals de internationale organisatie had men bijzondere aandacht voor dieren in legerdienst. In 1917 werd in diverse kranten een liefdadigheidsactie genoemd ten bate van De Roode Ster, waarbij uitdrukkelijk de Dieren-Ambulance aangestipt werd. In 1918 bleek zo'n ambulance, in te zetten bij rampen of oorlog, nog altijd een droom te zijn. In 1920 is De Roode Ster gefuseerd met de Nederlandse Maatschappij tot Bescherming van Dieren en de Nederlandse Vereniging tot Bescherming van Dieren; onder die laatste naam bestaat de organisatie nog, zij wordt veelal aangeduid als De Dierenbescherming.
In latere jaren dook het onderwerp sporadisch op in de Nederlandse kranten, om vanaf de jaren zeventig plotseling grote aandacht te krijgen. In mei 1970 werd in Enschede een zelfgebouwde dierenambulance voor huisdieren en zwerfdieren in gebruik genomen. De initiatiefnemers, die samenwerkten met De Dierenbescherming, vermoedden dat het de eerste in Nederland was. In eerdere jaren gebruikten ze voor dat doel een auto met aanhanger.
Begin jaren zeventig verschenen in Nederland verscheidene mobiele hulpverleners voor dieren met speciaal uitgeruste wagens, veelal afgedankte reguliere ziekenwagens. Een van de oudste is de in Den Haag gevestigde Stichting Dierenambulance De Wijs, die begon op  1 januari 1972. Een aantal dierenambulances zijn onderdeel van De Dierenbescherming, andere zijn zelfstandig of lid van de Federatie Dierenambulances Nederland (FDN). Veel medewerkers zijn vrijwilligers en de organisatie is in hoge mate afhankelijk van particuliere giften.
Dierenambulances hebben in Nederland geen ontheffing van bepaalde verkeersregels en de medewerkers op een dierenambulance hebben beperkte bevoegdheden.

#### Taken
De dierenambulance verleent vooral hulp aan huisdieren en hun eigenaren. Daarbij kan het zowel gaan om acute hulp voor dieren die bij een ongeluk zijn betrokken, zoals bij aanrijdingen, brand of vergiftigingen, als om minder acute hulp, bijvoorbeeld vervoer naar een dierenarts. Daarnaast geven de medewerkers voorlichting en hulp bij het vangen en onderbrengen van zwervende huisdieren. Om deze taken te vervullen beschikken de dierenambulance-organisaties niet alleen over chauffeurs en dierverzorgers, maar ook over mensen die contact onderhouden met dierenartsen, dierenasiels, hulpdiensten en gemeentes.

#### Keurmerk Diervervoer Nederland
Het keurmerk 'Diervervoer' is ontstaan als onderdeel van het Convenant Dierennoodhulp, dat eind 2011 werd getekend door het Ministerie van Landbouw, Ministerie voor Veiligheid en Justitie, de Dierenbescherming, de Federatie Dierenambulances Nederland en de Koninklijke Nederlandse Maatschappij voor Diergeneeskunde om de kwaliteit van het dierambulancevervoer te waarborgen. Ook gespecialiseerde dierenopvangcentra en dierenambulance-organisaties hebben meegewerkt. Doel van het convenant is de betrouwbaarheid en professionaliteit van vervoersdiensten te garanderen en te kunnen controleren. Voor het beheer van het keurmerk Diervervoer is de stichting Dierkeur opgericht.

## Galerij

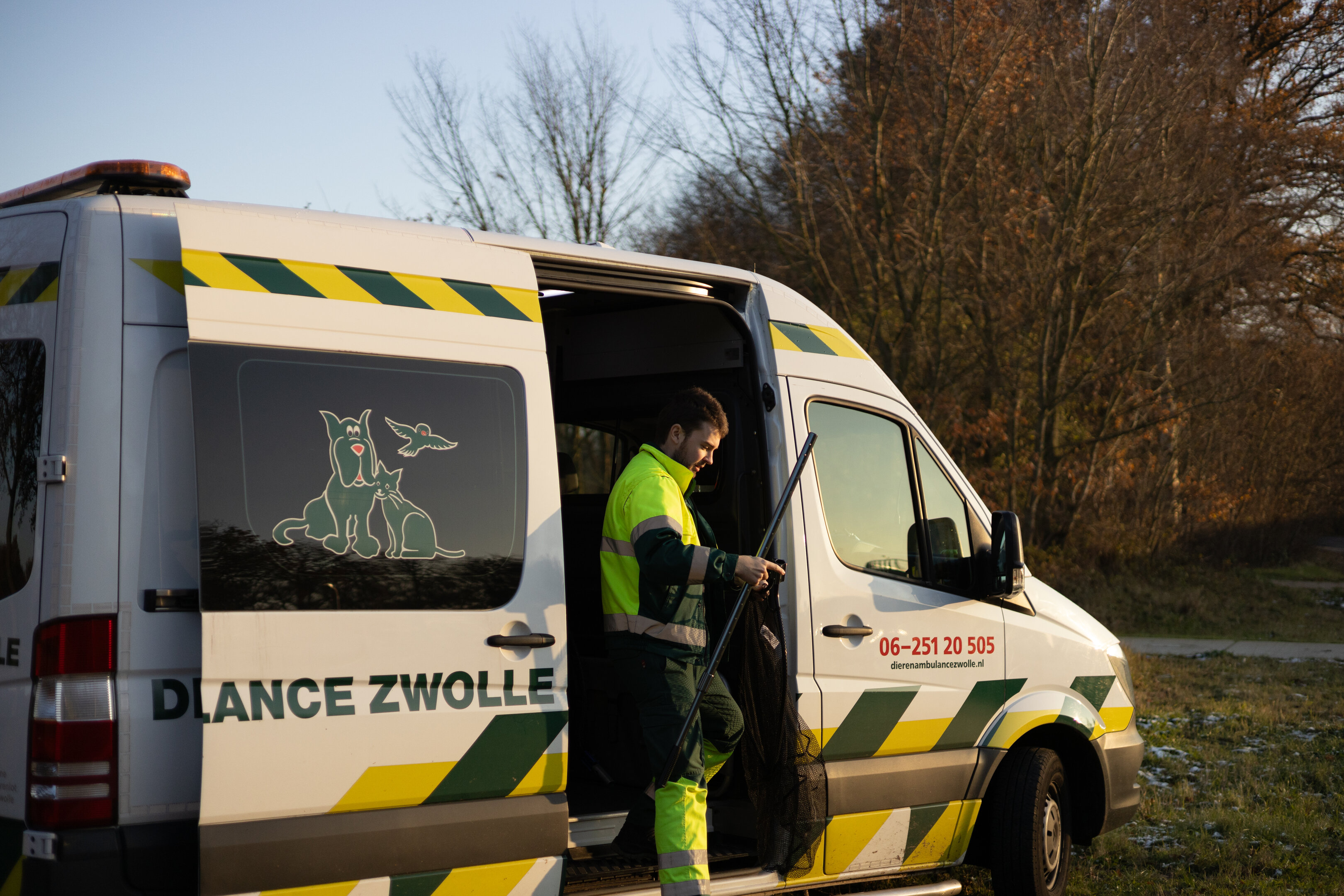
Vrijwilliger met vangnet
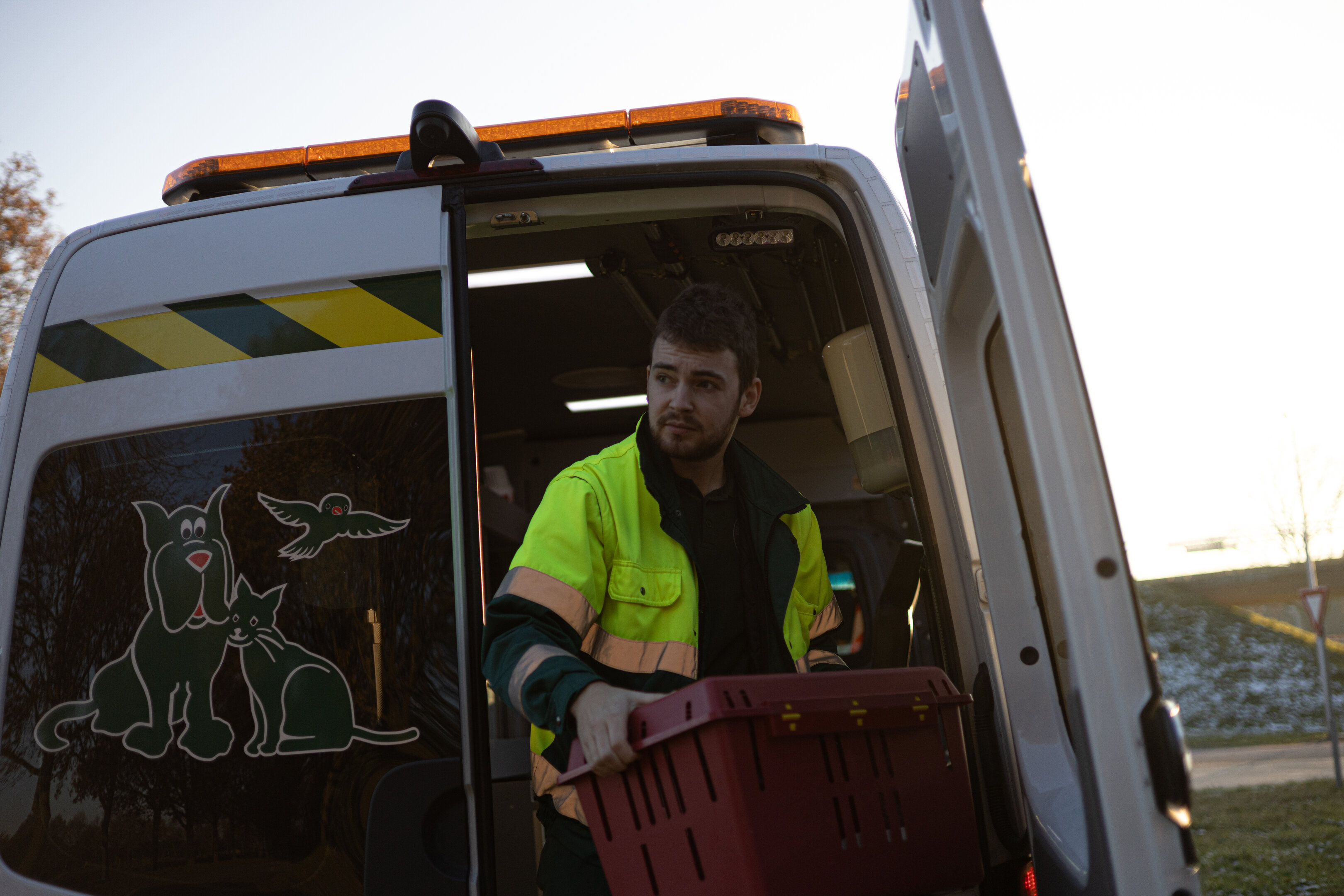
Vrijwilliger met dier in een bak
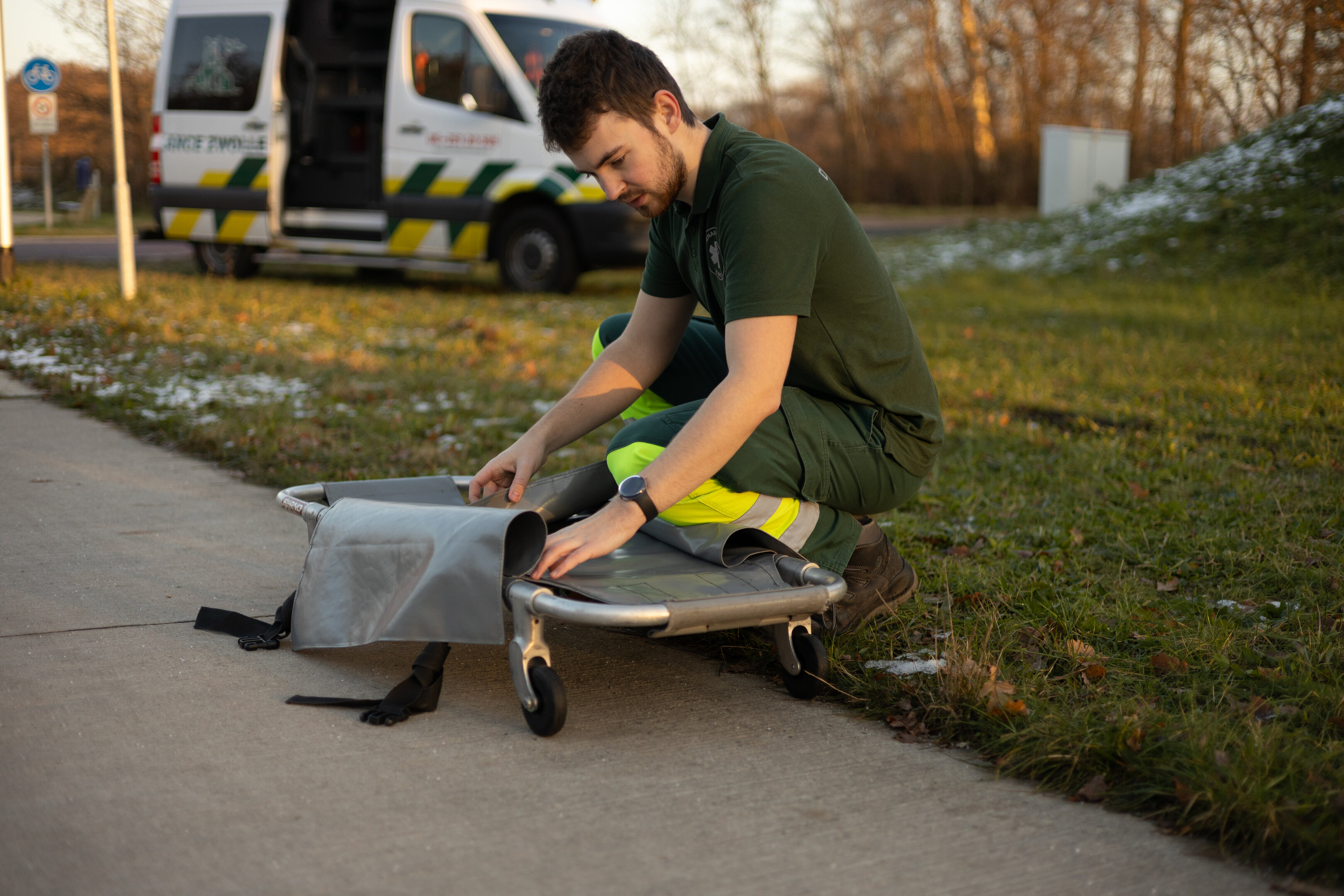
Vrijwilliger bereidt een brancard voor
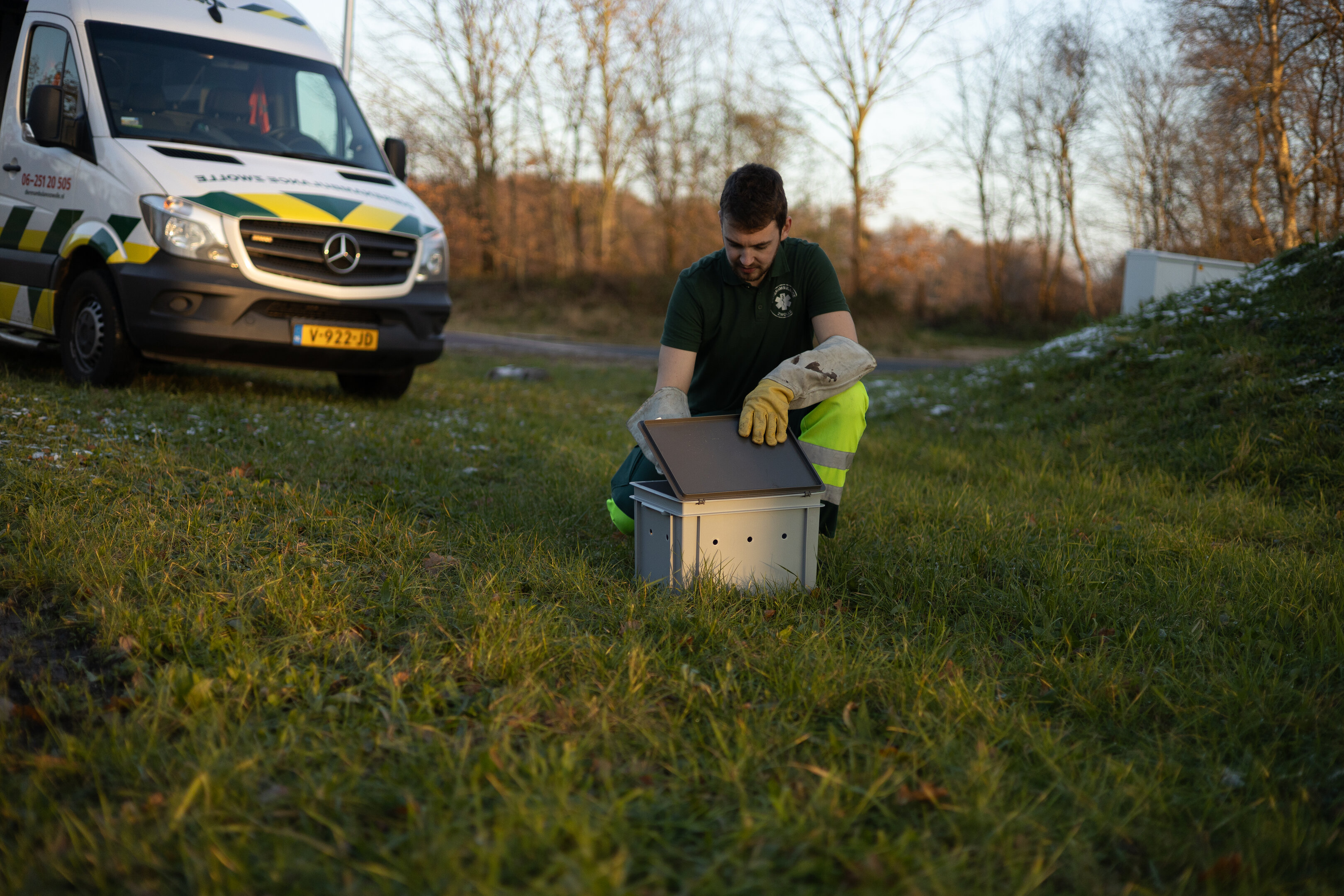
Vrijwilliger laat een vogel vrij
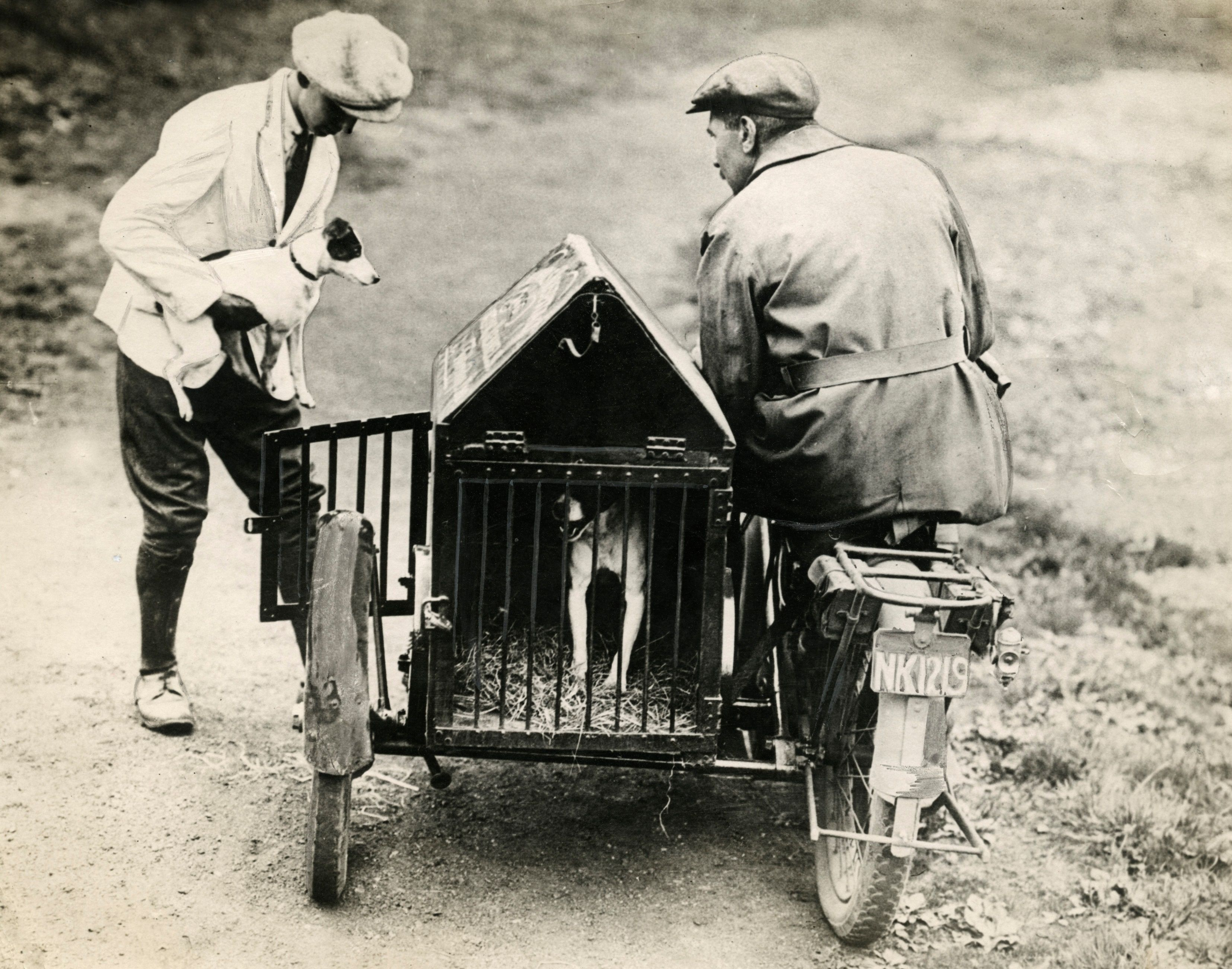
Motor met zijspan als dierenambulance voor aangereden honden
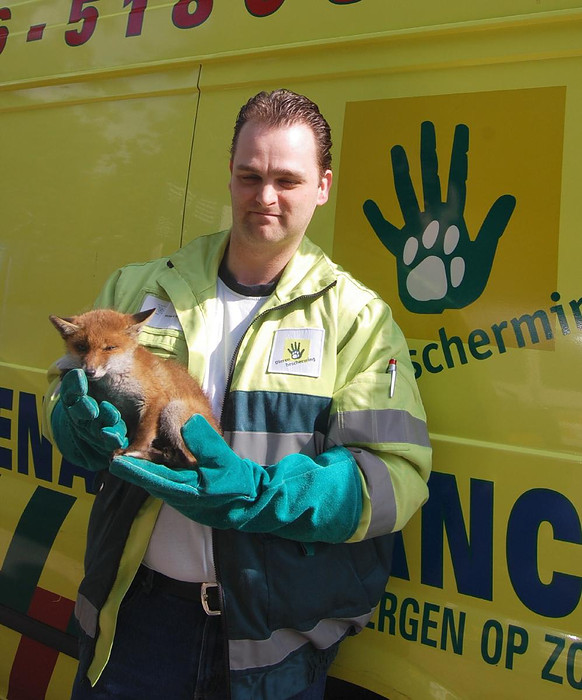
Vrijwiliger met een vos
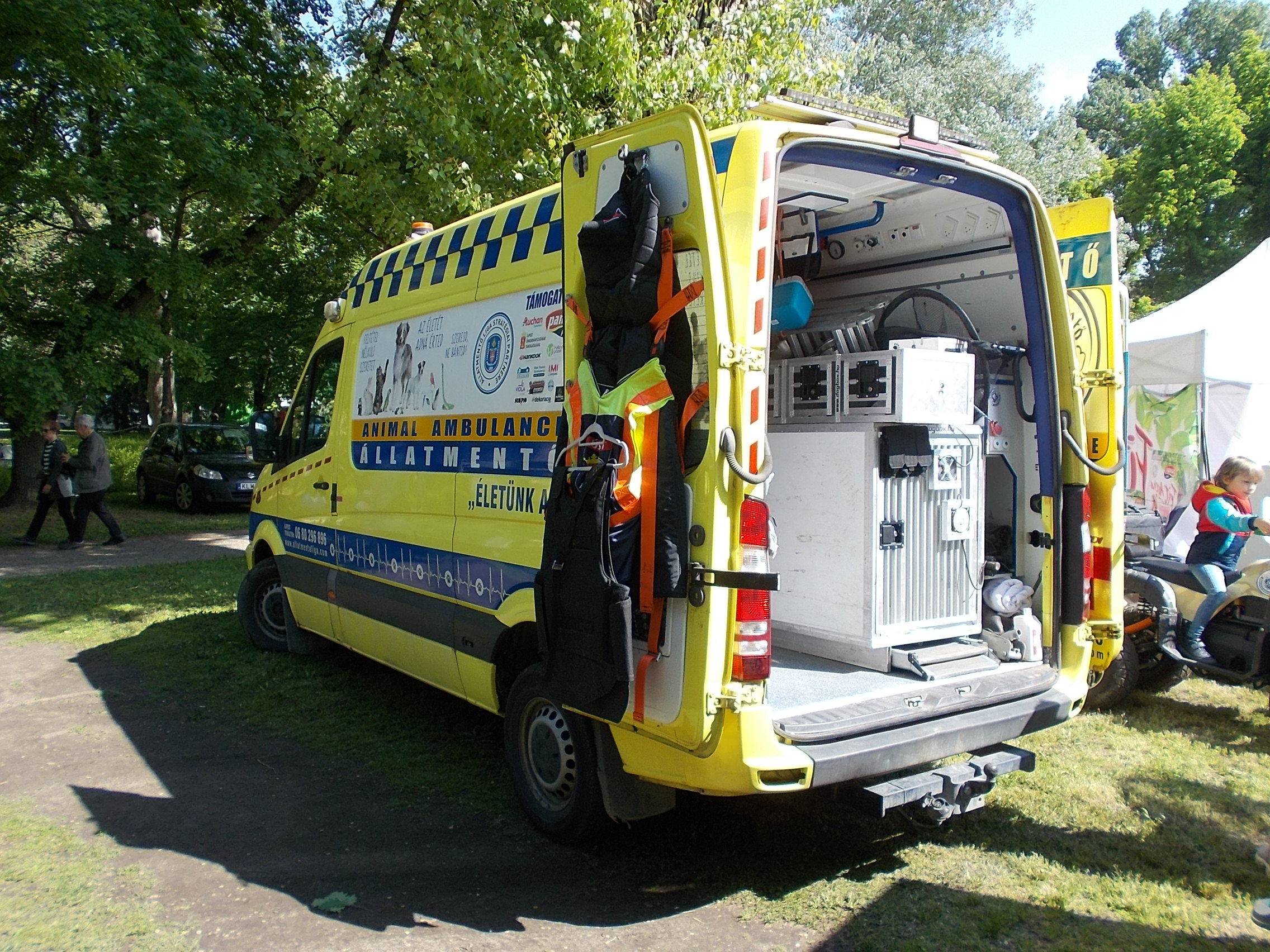
Hongaarse dierenambulance